# La Cuadra Centauro 4,5 HP
Der La Cuadra Centauro 4,5 HP ist ein Pkw. Hersteller war La Cuadra aus Barcelona.

## Beschreibung
Das Unternehmen hatte zunächst Elektro- und Hybridelektrokraftfahrzeuge entwickelt, brach die Versuche aber im August 1900 wegen Erfolglosigkeit ab. Marc Birkigt entwarf daraufhin zwei Fahrzeuge mit Ottomotoren, die den Zusatz Centauro erhielten. Der 4,5 HP war schwächer motorisiert als der La Cuadra Centauro 7,5 HP.
Der Zweizylindermotor hatte 80 mm Bohrung und 90 mm Hub. Das ergab 905 cm³ Hubraum. Die Leistung betrug 4,5 PS. Der Motor hatte Wasserkühlung. Er war vorn im Fahrgestell eingebaut und trieb über eine Kette die Hinterachse an.
Die einzige bekannte Karosseriebauform war ein Tonneau mit Hecktür zu den hinteren Sitzen.

## Produktionszahlen
Die Verkaufszahlen blieben gering. Einer der Käufer war Francisco Seix.